# オンタリオ・パワー・ジェネレーション

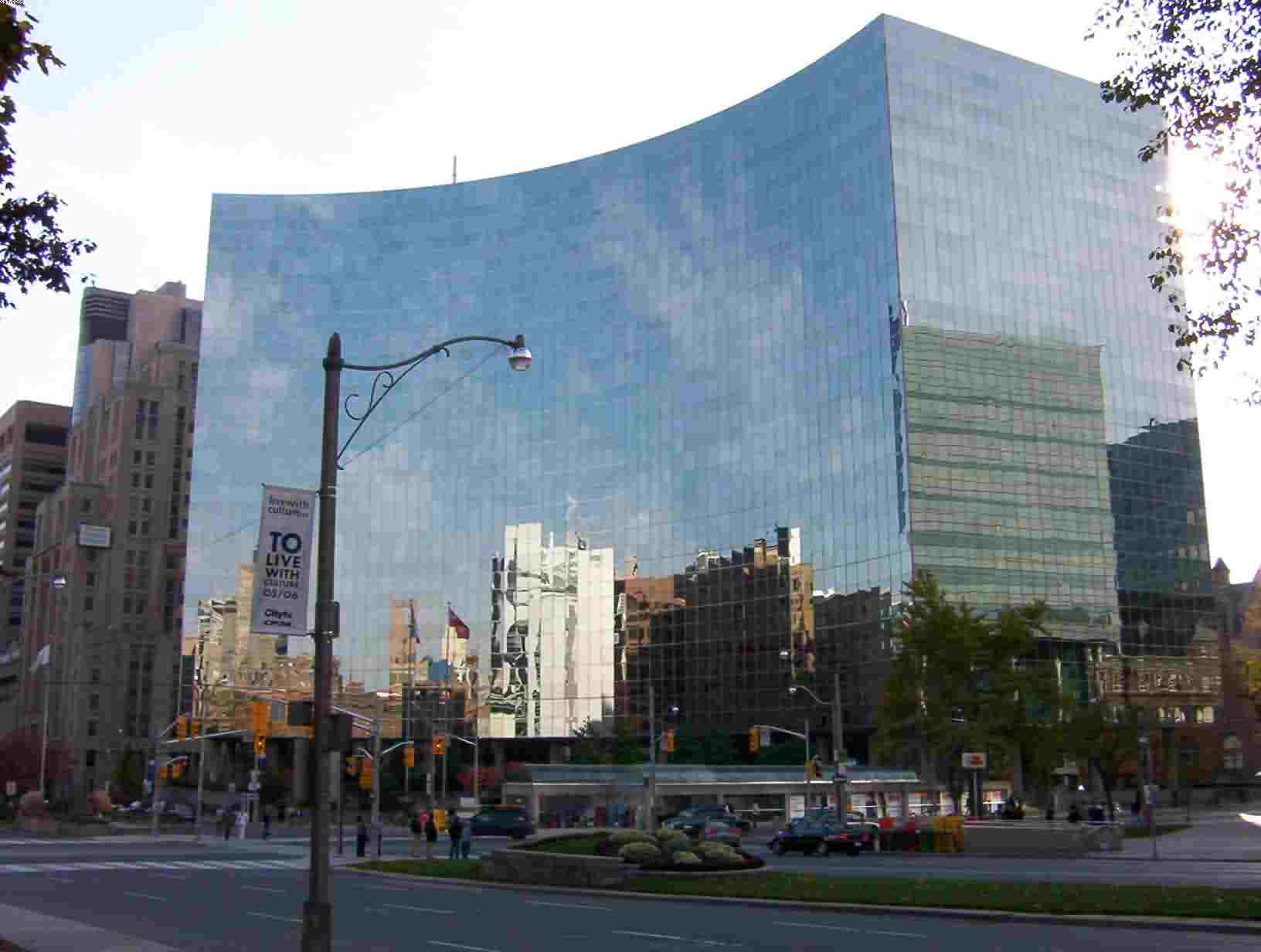
トロント中心部にあるオンタリオ・パワー・ジェネレーションの本社ビル。

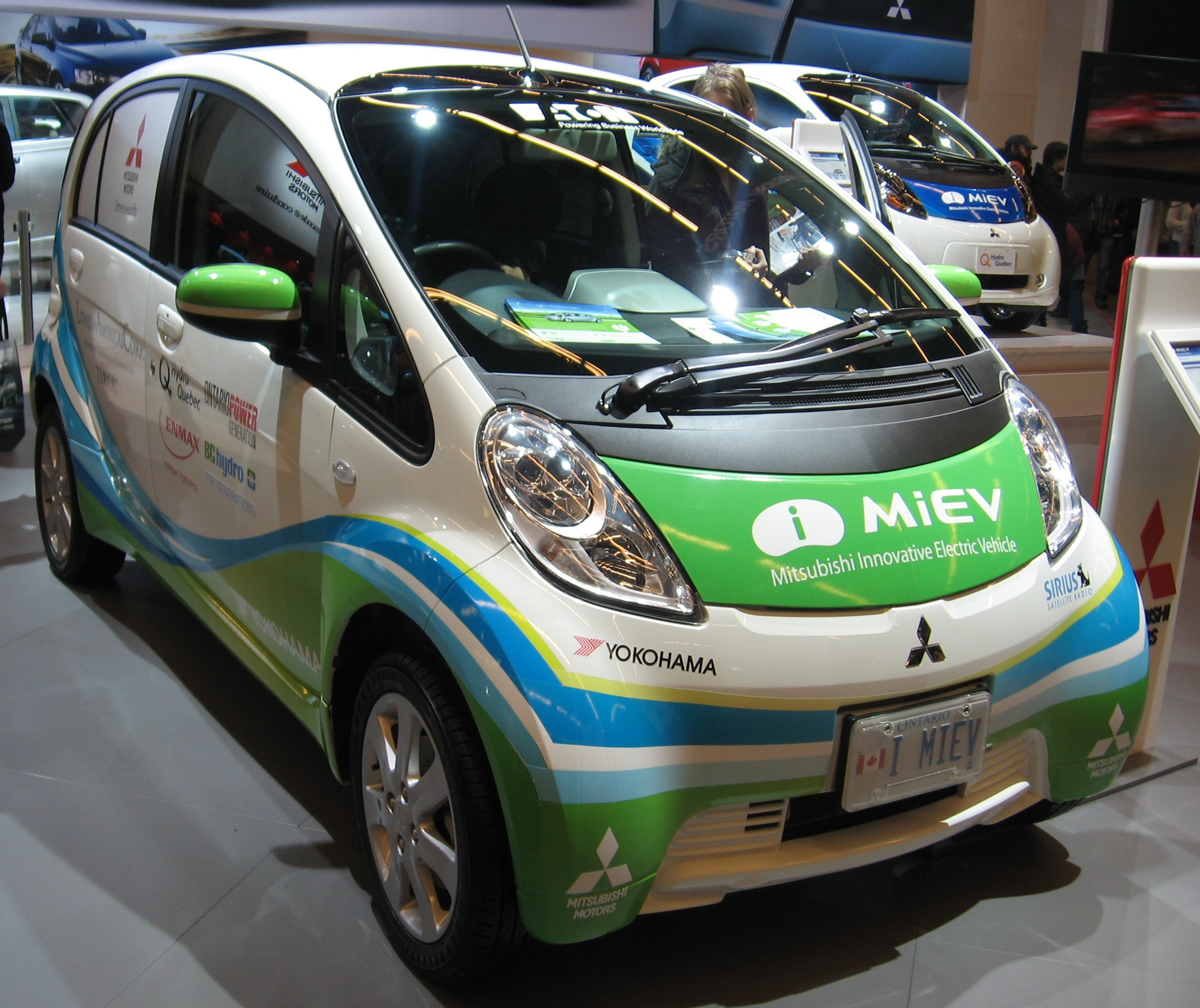
2011年のモントリオール国際自動車ショーに出展された 三菱・i-MiEV 。オンタリオ・パワー・ジェネレーション、ハイドロ・ケベック、 BC Hydro などのカナダ水力発電関連企業が共同出展したもの。

オンタリオ・パワー・ジェネレーション(Ontario Power Generation、OPG)はカナダのオンタリオ州政府が所有する公企業であり、オンタリオ州の電力の約50%を供給している。 エネルギー源は原子力、水力、風力、ガス火力、バイオマスである。オンタリオ州の電力市場は自由化されているが、OPGを所有するオンタリオ州政府が物価安定策の一環でOPGの電気料金が市場の平均以下になるよう規制している。2008年4月1日からはオンタリオ州エネルギー委員会が規制を担当している。

## 沿革
OPGは1999年4月に当時のオンタリオ州首相マイク・ハリス（カナダ進歩保守党）が推進した州の電力市場の規制緩和によって設立された。州政府が計画していたオンタリオ・ハイドロの民営化案（5社に分割）に沿って、OPGはオンタリオ・ハイドロの全発電所の所有権と運用を引き継いだ。

## 本社
- Ontario Power Building, 700 University Avenue, Toronto, ON M5G 1X6. Tel. (416) 592-2555.

## 発電所

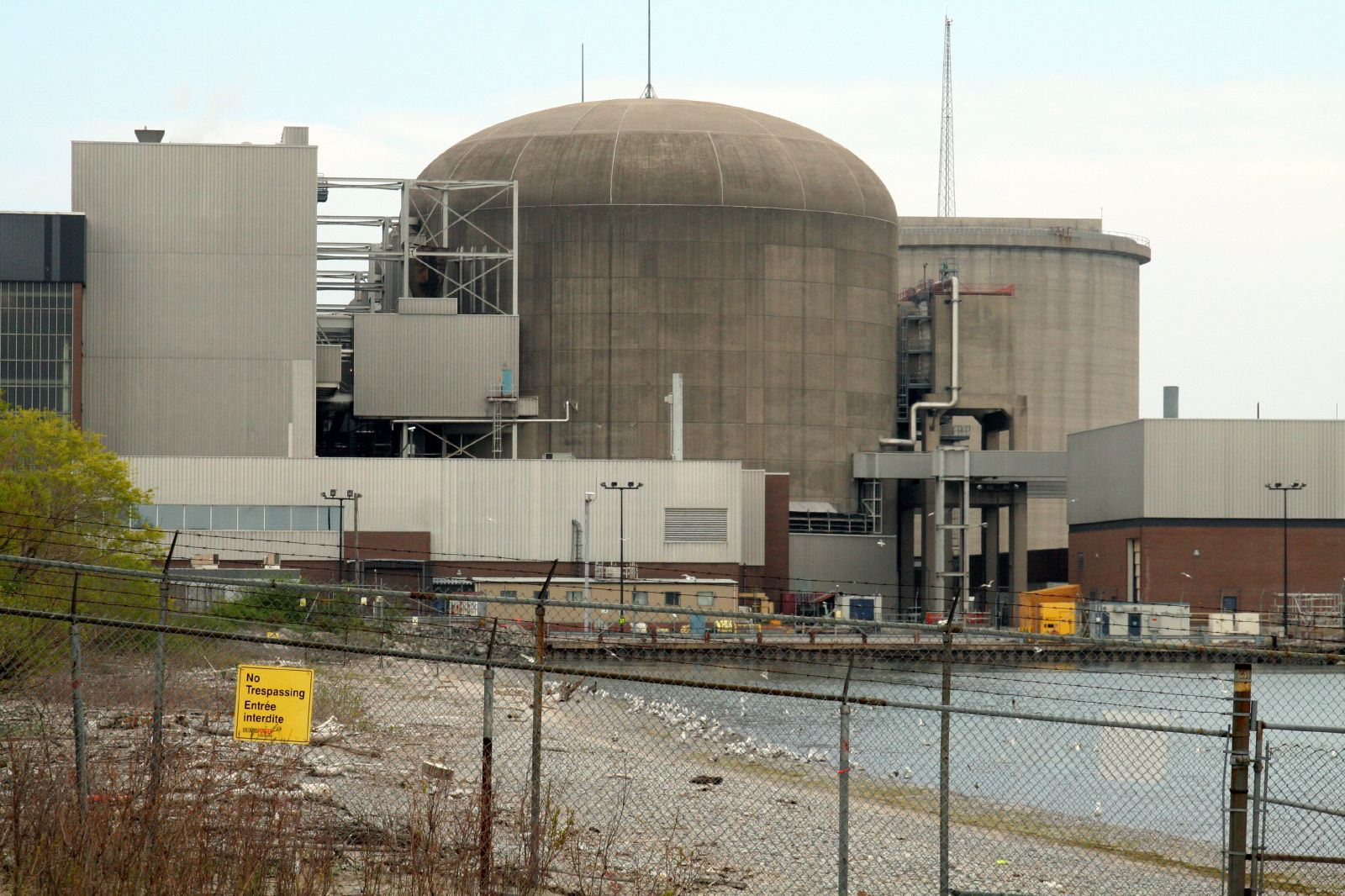
ピカリング原子力発電所.

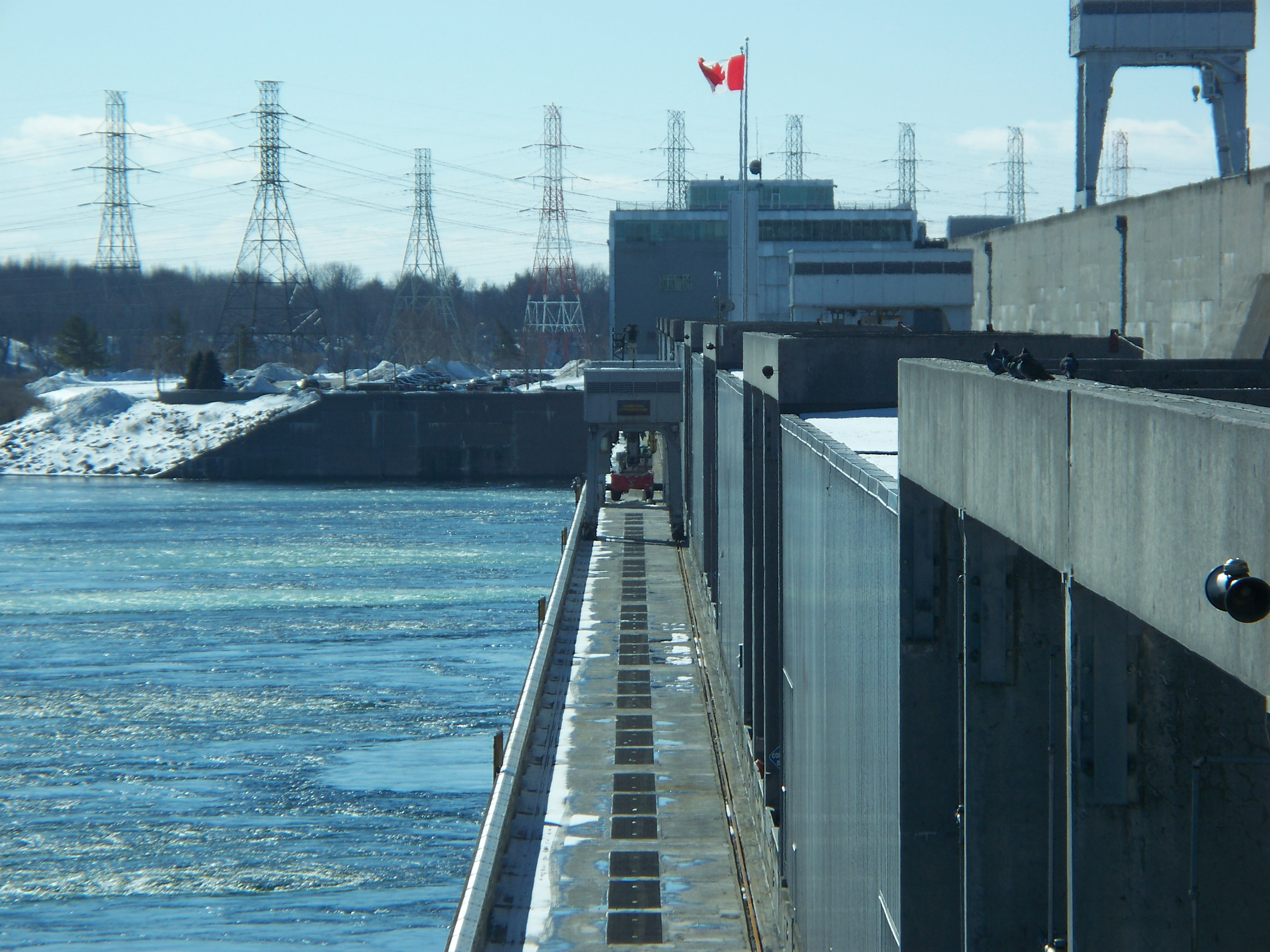
R・H・サンダース発電所。 出力1045MW。セントローレンス河畔にある。

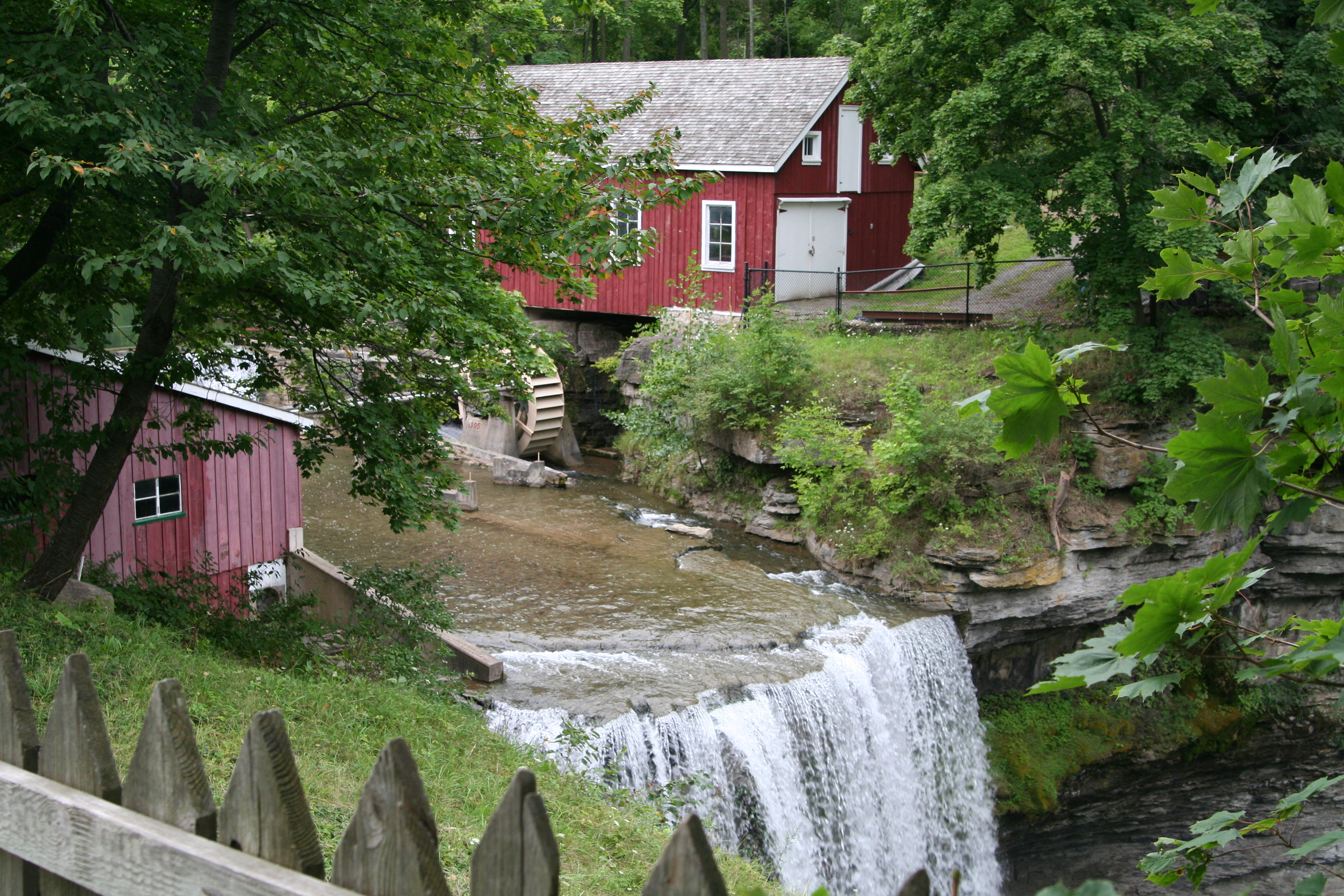
ディシュー滝にある古い水車小屋

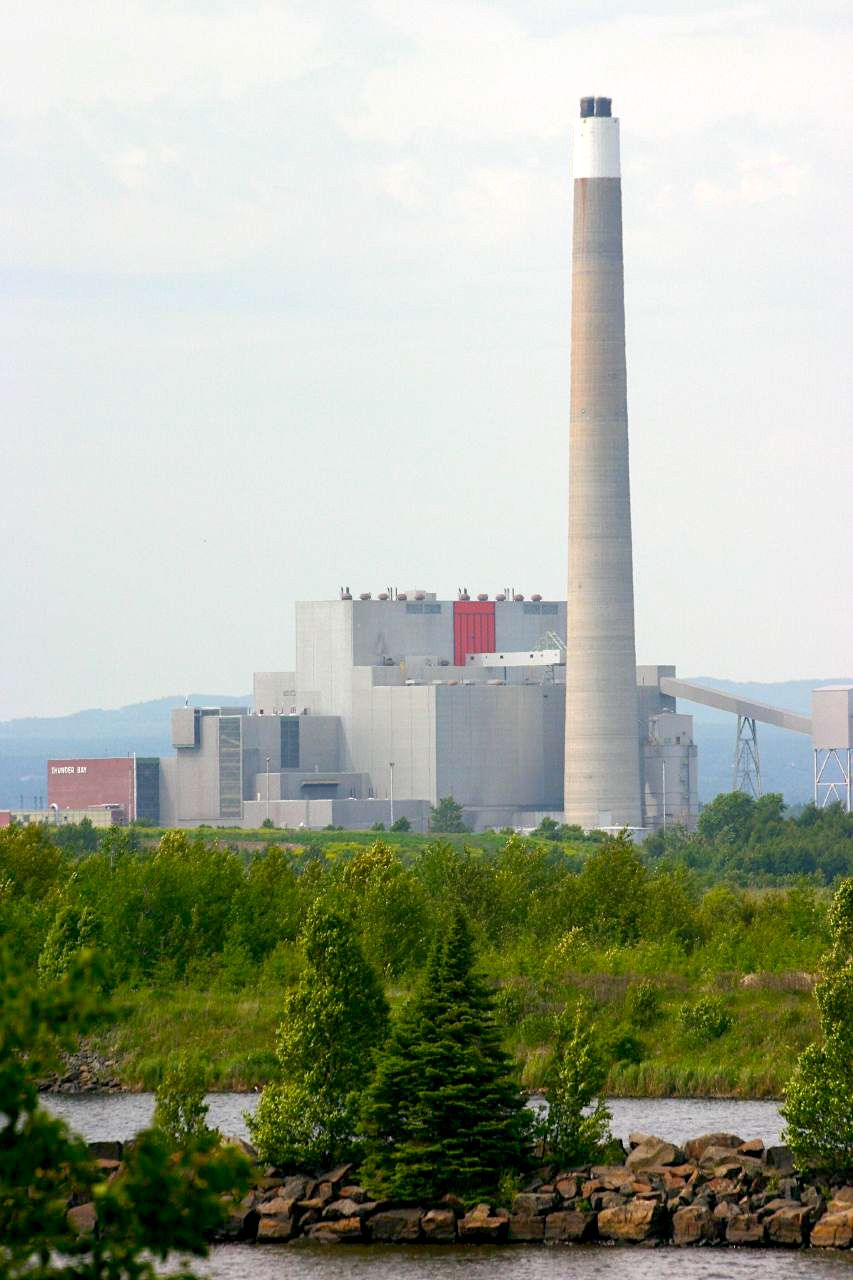
サンダーベイ発電所

OPGの主力電源は原子力・水力・火力の3種類で、風力とバイオマスもいくらか保有している。2014年にはオンタリオ州の電力の60%、82.2 TWhを発電していた。
| 電源       | 発電所数 | 発電容量 (MW) | 2014年の出力 (TWh) |
| ---------- | -------- | ------------- | ------------------ |
| 原子力     | 2        | 6,606         | 48.1               |
| 水力       | 65       | 6,426         | 31.3               |
| 火力その他 | 5        | 4,027         | 2.8                |
| 合計       | 72       | 17,059        | 82.2               |

ブルース原子力発電所 は発生電力量・設置されている原子炉の基数・稼働している原子炉の基数において世界最大である。大雑把ではあるが、オンタリオ州の電力の60%は3つの原子力発電所（ピカリング、ダーリントン、ブルース）で発電されていることになる。オンタリオ州で原子力に関わる重大事故は起きていない。

### 原子力発電所
- ピカリング原子力発電所 (3.100 GW – CANDU炉 6基) – ピカリング
  - 1号機-4号機 (1.030 GW – CANDU炉 2基)
  - 5号機-8号機 (2.064 GW – CANDU炉 4基)
- ダーリントン原子力発電所 (現状3.524 GW – CANDU炉 4基 (2.000 GWの新設を計画中) – クラリントン
- ブルース原子力発電所 (6.300 GW - CANDU炉 8基) – ティヴァートン – 世界第2位.
  - A系列 (CANDU炉 4基、ブルース・パワーにリースして運用中)
  - B系列 (CANDU炉 4基、ブルース・パワーにリースして運用中)

### 水力発電所
- オーバーン (オトナビー川)
- ビッグ・チュート (セヴァーン川)
- ビッグ・エディ (マスコーカ川)
- ビンガム・チュート (サウス川)
- コニストン (ワナピティ川)
- クリスタル・フォールズ (スタージョン川)
  - 29ヶ所で計127MWを発電している。

### 火力発電所

#### 稼働中
- アティコーカン (211 MW、石炭) - バイオマスに転換中
- ラムトン (950 MW、石炭) - 閉鎖
- ナンチコーク (2.760 GW[5]、石炭) – 北米最大の石炭火力発電所。現在停止中、2基は燃料転換のため設備保全中
- サンダーベイ (303 MW、石炭) - バイオマスに転換中 – サンダーベイ
- レノックス (2.140 GW、石油/天然ガス)

#### 運転停止または解体
- レイクビュー – 運転停止 (2.400 GW、石炭) – ミシサガ
- ウェスレイヴィル - 建設中止 (1960年代初めに計画、用地取得のみ）
- ハーン – 中核設備のみ撤去(建屋は現存) (1.200 GW、石炭) – トロント

#### 共同所有
- ブライトン・ビーチ発電所 (580 MW、天然ガス) - OPGとATCOパワーの共同所有。運転はコーラル・エナジー・カナダ。
- ポートランズ・エナジー・センター (550 MW、天然ガス) - OPGとトランスカナダ・エナジーの共同所有。2008年6月に送電開始。

### その他
- 風力タービン 3基 (ブルースに2基、ピカリングに1基。計 7 MW)
- バイオマス発電所 2ヶ所 (6 MW)